# Paullinia isoptera
Paullinia isoptera är en kinesträdsväxtart som beskrevs av Ludwig Radlkofer. Paullinia isoptera ingår i släktet Paullinia och familjen kinesträdsväxter. Inga underarter finns listade i Catalogue of Life.